# Mickey Kuhn

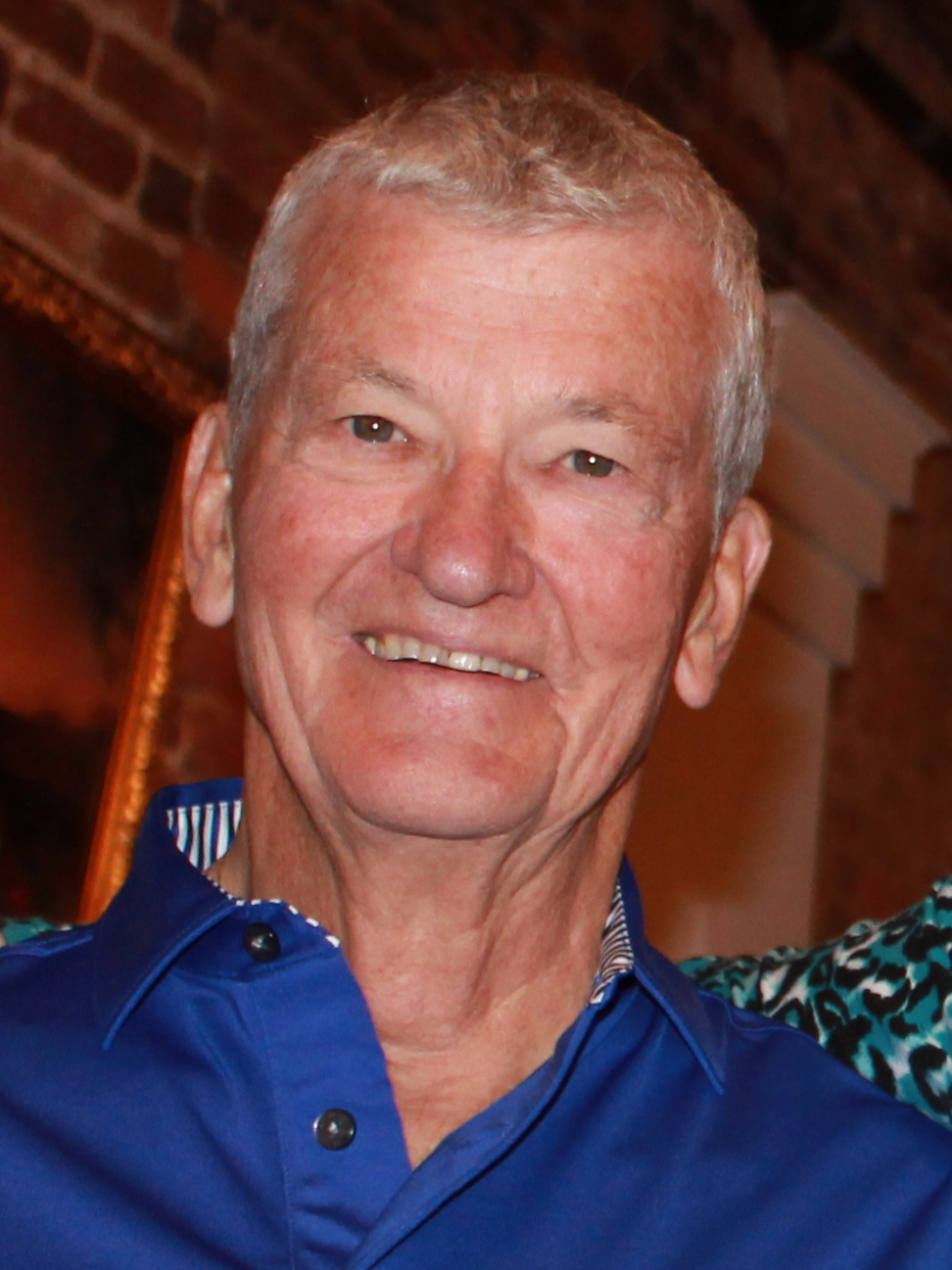
Kuhn nel 2013

Mickey Kuhn, nato Theodore Matthew Michael Kuhn Jr. (Waukegan, 21 settembre 1932 – Naples, 20 novembre 2022), è stato un attore statunitense, attivo dal 1934 al 1956.

## Filmografia parziale
- Primo amore (Change of Heart), regia di John G. Blystone (1934) - non accreditato
- King of the Underworld, regia di Lewis Seiler (1939) - non accreditato
- Il conquistatore del Messico (Juarez), regia di William Dieterle (1939)
- S.O.S. Tidal Wave, regia di John H. Auer (1939)
- Vigilia d'amore (When Tomorrow Comes), regia di John M. Stahl (1939) - non accreditato
- Via col vento (Gone with the Wind), regia di Victor Fleming (1939)
- I Want a Divorce, regia di Ralph Murphy (1940)
- Un piede in paradiso (One Foot in Heaven), regia di Irving Rapper (1941) - non accreditato
- Roughly Speaking, regia di Michael Curtiz (1945) - non accreditato
- Un albero cresce a Brooklyn (A Tree Grows in Brooklyn), regia di Elia Kazan (1945) - non accreditato
- Dick Tracy, regia di William A. Berke (1945)
- Roaring Rangers, regia di Ray Nazarro (1946) - non accreditato
- Lo strano amore di Marta Ivers (The Strange Love of Martha Ivers), regia di Lewis Milestone (1946)
- La città magica (Magic Town), regia di William A. Wellman (1947)
- Il fiume rosso (Red River), regia di Howard Hawks (1948)
- La mano deforme (Scene of the Crime), regia di Roy Rowland (1949) - non accreditato
- L'amante indiana (Broken Arrow), regia di Delmer Daves (1950) - non accreditato
- Quel fenomeno di mio figlio (That's My Boy), regia di Hal Walker (1951) - non accreditato
- Un tram che si chiama Desiderio (A Streetcar Named Desire), regia di Elia Kazan (1951)
- Voglia di vita (On the Loose), regia di Charles Lederer (1951)
- L'ultima frontiera (The Last Frontier), regia di Anthony Mann (1955) - non accreditato
- Scialuppe a mare (Away All Boats), regia di Joseph Pevney (1956) - non accreditato
- Alfred Hitchcock presenta (Alfred Hitchcock Presents) - serie TV, 3 episodi (1957)

## Doppiatori italiani
- Cesare Barbetti ne La città magica
- Massimo Turci ne Il fiume rosso
- Davide Lepore in Via col vento (ridoppiaggio)